# Presidente de Kiribati
El presidente de Kiribati (en gilbertino: Beretitenti o Kiribati) es el jefe de Estado y de Gobierno de Kiribati.
Después de cada elección parlamentaria, en la que los ciudadanos eligen a los miembros de la Cámara de la Asamblea, los miembros seleccionan entre ellos "no menos de 3 ni más de 4 candidatos" para la presidencia. Ninguna otra persona puede presentarse como candidato. Los ciudadanos de Kiribati luego eligen al presidente de entre los candidatos propuestos con votación de pluralidad. Este ejerce por mandatos de 4 años.

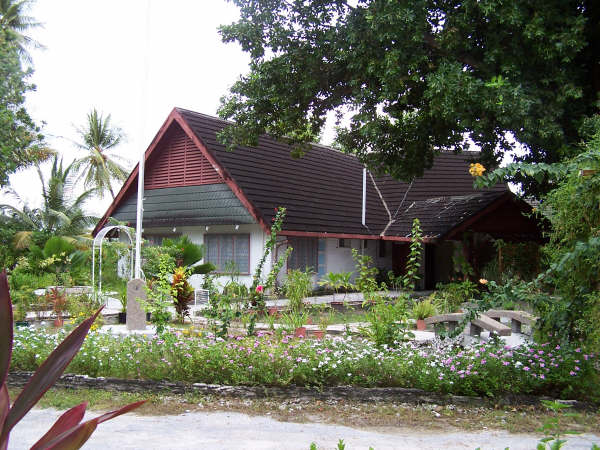
La Residencia Presidencial, antiguamente Casa de Gobierno, Bairiki.

## Lista de presidentes
|   | Nombre           | Mandato — Cargo         | Mandato — Cargo         | Partido político                                                                           | Vicepresidente                                          |
| - | ---------------- | ----------------------- | ----------------------- | ------------------------------------------------------------------------------------------ | ------------------------------------------------------- |
| 1 | Ieremia Tabai    | 12 de julio de 1979     | 10 de diciembre de 1982 | Partido Progresista Nacional                                                               | Teatao Teannaki                                         |
| - | Rota Onorio,     | 10 de diciembre de 1982 | 18 de febrero de 1983   | Sin partido                                                                                |                                                         |
| 2 | Ieremia Tabai    | 18 de febrero de 1983   | 4 de julio de 1991      | Partido Progresista Nacional                                                               | Teatao Teannaki                                         |
| 3 | Teatao Teannaki  | 4 de julio de 1991      | 24 de mayo de 1994      | Partido Progresista Nacional                                                               | Taomati Iuta                                            |
| - | Tekiree Tamuera, | 24 de mayo de 1994      | 28 de mayo de 1994      | Sin partido                                                                                |                                                         |
| - | Ata Teaotai,     | 28 de mayo de 1994      | 1 de octubre de 1994    | Sin partido                                                                                |                                                         |
| 4 | Teburoro Tito    | 1 de octubre de 1994    | 28 de marzo de 2003     | Alianza Cristina Democrática (Maneabau Te Mauri) Protección de Maneaba (Maneaban Te Mauri) | Tewareka Tentoa (1994-2000) Beniamina Tinga (2000-2002) |
| - | Tion Otang,      | 28 de marzo de 2003     | 10 de julio de 2003     | Sin partido                                                                                |                                                         |
| 5 | Anote Tong       | 10 de julio de 2003     | 11 de marzo de 2016     | Pilares de la Confianza (Boutokaan Te Koaua)                                               | Teima Onorio                                            |
| 6 | Taneti Maamau    | 11 de marzo de 2016     | En el cargo             | Tobwaan Kiribati Party                                                                     | Kourabi Nenem                                           |